# Marquesat d'Aguilar de Ebro
El marquesat d'Aguilar d'Ebro és un títol nobiliari espanyol creat pel rei Carles III el 2 juny de 1761, a favor de Francisco Cristóbal Fernández de Còrdova y de Alagón, XI comte de Sástago i  III marquès de Peñalba.
El títol havia estat creat amb la primitiva denominació de Marquesat de Calanda, el 9 de gener de 1608, pel rei Felip III, a favor de Martín-Artal de Alagón y Fernández de Heredia.
L'actual titular, des de 1983, és Alfonso Escrivà de Romaní y de Miguel,  VII marquès de Monistrol d'Anoia, XVIII comte de Sástago amb Grandesa d'Espanya, i baró de Beniparrell.